# Hedysarum macedonicum
Hedysarum macedonicum är en ärtväxtart som beskrevs av Joseph Friedrich Nicolaus Bornmüller. Hedysarum macedonicum ingår i släktet buskväpplingar, och familjen ärtväxter. Inga underarter finns listade i Catalogue of Life.